# Regierung Spitaels
Die Regierung Spitaels war die siebte wallonische Regierung. Sie amtierte vom 8. Januar 1992 bis zum 25. Januar 1994.
Nach der Parlamentswahl Ende 1991 wurde die Regierungszusammenarbeit von Sozialistischer Partei (PS) und Christsozialer Partei (PSC) fortgesetzt. Guy Spitaels (PS) wurde neuer Ministerpräsident. Am 21. Januar 1994 traten Ministerpräsident Guy Spitaels und Innenminister Guy Mathot wegen ihrer Verwicklung in die Agusta-Affäre zurück. Ministerpräsident der Nachfolgeregierung wurde Haushaltsminister Robert Collignon (PS).

## Zusammensetzung
| Amt | Name              | Partei | Beginn der Amtszeit | Ende der Amtszeit |
| --- | ----------------- | ------ | ------------------- | ----------------- |
| Ministerpräsident und Minister für Wirtschaft, kleine und mittlere Unternehmen und Außenbeziehungen                                   | Guy Spitaels      | PS     | 8. Januar 1992      | 30. Oktober 1993  |
| Ministerpräsident und Minister für Wirtschaft, kleine und mittlere Unternehmen, Tourismus, internationale Beziehungen und Außenhandel | Guy Spitaels      | PS     | 30. Oktober 1993    | 21. Januar 1994   |
| Minister für technologische Entwicklung und Arbeit                                                                                    | Albert Liénard    | PSC    | 8. Januar 1992      | 30. Oktober 1993  |
| Minister für technologische Entwicklung, Forschung, Arbeit und berufliche Weiterbildung                                               | Albert Liénard    | PSC    | 30. Oktober 1993    | 25. Januar 1994   |
| Minister für innere Angelegenheiten, lokale Regierungen, Verwaltung und bezuschusste Arbeiten                                         | Guy Mathot        | PS     | 8. Januar 1992      | 30. Oktober 1993  |
| Minister für innere Angelegenheiten, Verwaltung, lokale Regierungen, bezuschusste Arbeiten und Sportstätten                           | Guy Mathot        | PS     | 30. Oktober 1993    | 21. Januar 1994   |
| Minister für Verkehr | André Baudson     | PSC    | 8. Januar 1992      | 30. Oktober 1993  |
| Minister für Raumordnung und Verkehr                                                                                                  | André Baudson     | PSC    | 30. Oktober 1993    | 25. Januar 1994   |
| Minister für öffentliche Arbeiten | Jean-Pierre Grafé | PSC    | 8. Januar 1992      | 25. Januar 1994   |
| Minister für Raumordnung, Wohnungen und Haushalt                                                                                      | Robert Collignon  | PS     | 8. Januar 1992      | 30. Oktober 1993  |
| Minister für Haushalt, Soziales, Gesundheit, Wohnungen und Kulturerbe                                                                 | Robert Collignon  | PS     | 30. Oktober 1993    | 25. Januar 1994   |
| Minister für Umwelt, natürliche Ressourcen und Landwirtschaft                                                                         | Guy Lutgen        | PSC    | 8. Januar 1992      | 25. Januar 1994   |

## Umbesetzungen
Am 30. Oktober 1993 kam es zu einem neuen Ressortzuschnitt.
Ministerpräsident Guy Spitaels und Innenminister Guy Mathot traten am 21. Januar 1994 wegen ihrer Verwicklung in die Agusta-Affäre, eine Korruptionsaffäre im Zusammenhang mit Kampfhubschrauberkäufen durch die belgische Armee, zurück.